# ＃Short Films
『#Short Films』(ショートフィルムス)は日本のロックバンドラトゥラトゥが2022年4月27日にUUUM Recordsから発売した2ndミニ・アルバム。
前作、『百火繚乱船』より1年2ヶ月ぶり、ミニアルバムは『万華鏡エタニティ』より2年3ヶ月ぶりのアルバムである。

## 概要
タケヤキ翔のソロプロジェクトとなって以来初のCDリリース。
本作には、YouTuber『フォーエイト48』とコラボした楽曲『Life goes on feat.フォーエイト 48』が収録されている。

## 収録曲
1. シネマヴィラン
2. Life goes on feat.48
3. Hello Hello
4. コイントス
5. 光芒ラメント
  - スマホゲーム『イケメン戦国◆時をかける恋』テーマソング。
6. 嘘喰いギャンブラー